# Amanita fuliginea
Amanita fuliginea é um fungo que pertence ao gênero de cogumelos Amanita na ordem Agaricales. Encontrado no Japão, foi descrito por Hongo em 1953.